# Masini Situ-Kumbanga
Masini Situ-Kumbanga (* 21. Oktober 1955) ist ein ehemaliger kongolesischer Langstreckenläufer.
Situ-Kumbanga nahm an den Olympischen Sommerspielen 1984 in Los Angeles teil. Über 5000 m schied er in der Vorrunde aus. Den Marathon beendete er nicht.